# Calea zacatechichi
Espèce
Calea zacatechichi est une espèce de plante à fleurs de la famille des Asteraceae aussi connue sous le nom de herbe rêveuse ou Dream herb. Le nom de l'espèce, zacatechichi, vient du nahuatl et signifie herbe amère.
La Calea est une plante utilisée par les indigènes Chontal de l'état mexicain d'Oaxaca pour soigner la fièvre et la toux. Elle pousse naturellement du Sud du Mexique au Nord du Costa Rica. Il a été scientifiquement démontré que des extraits de cette plante augmentent le temps de réaction et la fréquence et/ou le souvenir des rêves et celui sans ré-apparition de symptômes fievreux contre des placebos et du diazepam.
Elle était aussi employée par le peuple Chontal comme une herbe médicinale contre les troubles gastriques et intestinaux, stimulateur d'appétit, remède anti-dysenterie, et comme un agent anti-fièvre.